# Långtjärnen (Sundsjö socken, Jämtland, 698127-147427)
Långtjärnen är en sjö i Bräcke kommun i Jämtland och ingår i Ljungans huvudavrinningsområde.